# Station de Transfert d'Énergie par Pompage d'Afourer
La STEP d’Afourer (Station de Transfert d’Énergie par Pompage) est un aménagement complémentaire au complexe hydroélectrique de l'Oued El Abid au Maroc qui exploite l’énergie excédentaire dans le réseau pendant les heures creuses pour la stocker sous forme d’énergie potentielle de l’eau dans un bassin supérieur, et turbiner cette eau vers un bassin inférieur pendant les heures de pointe. La capacité totale est de 465 MW électriques.

## Historique
La construction a commencé en 2001 pour se terminer en 2004.

## Aménagement
L’aménagement de la STEP d’Afourer est constitué de :
- Un bassin supérieur de capacité utile minimale de 1 300 000 m3 32° 12′ 37″ N, 6° 31′ 00″ O
- Une usine réversible UR1 équipée de deux groupes turbines-pompes de 172,6 MW chacun de puissance mécanique ;
- Une usine réversible UR2 équipé de deux groupes turbines-pompes de 60 MW chacun de puissance mécanique ;
- Un bassin inférieur dit aussi bassin de démodulation de capacité utile minimale de 1 300 000 m3 ;
- Des cheminées d’équilibre situées à l’amont et à l’aval de chaque usine ;
- Un raccordement du circuit hydraulique à la galerie d’amenée existante de l’usine d’Afourer implanté près de la "fenêtre" de Talaat N’Tadout et permettant l’alimentation différentielle de la STEP depuis la retenue  de compensation de Aït Ouarda ;
- Une connexion avec une vanne permettant une restitution directe vers le réseau d’irrigation.

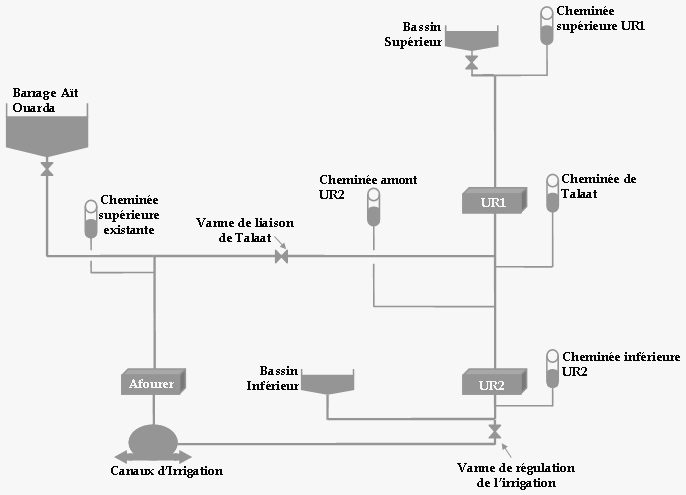

## Modes de fonctionnement
Trois modes de fonctionnement sont possibles pour l’aménagement de la STEP d’Afourer: 
- Mode classique : C’est un transit d’eau entre le bassin supérieur et le bassin inférieur que ce soit en mode générateur ou en mode pompe.
- Mode différentiel : C’est le pompage depuis le barrage de compensation d’Aït Ouarda vers le bassin supérieur.
- Mode exceptionnel :
  - Mode exceptionnel UR1 : c’est le turbinage depuis le bassin supérieur vers le barrage d’Aït Ouarda.
  - Mode exceptionnel UR2 : c’est un transit d’eau entre le bassin inférieur et le barrage d’Aït Ouarda que ce soit en mode générateur ou en mode pompe.

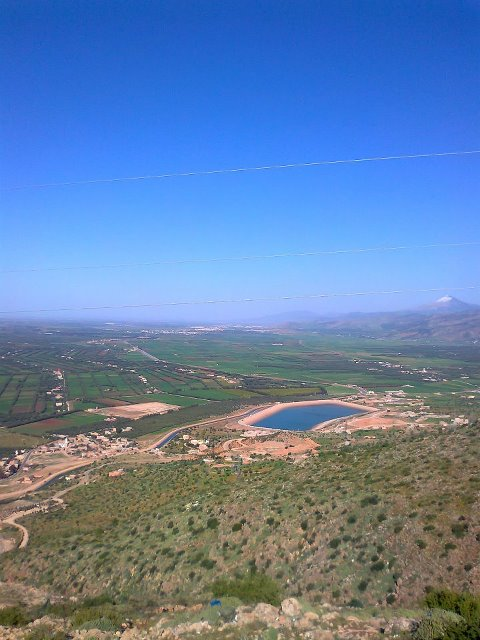
Bassin inférieur
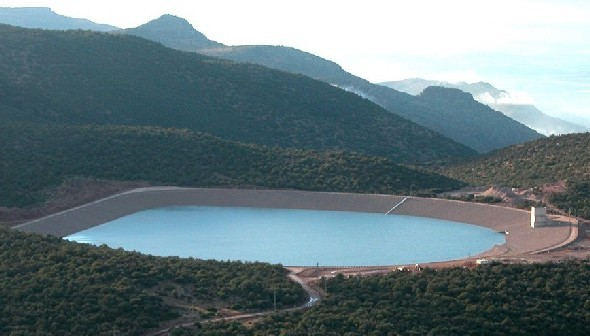
Bassin supérieur
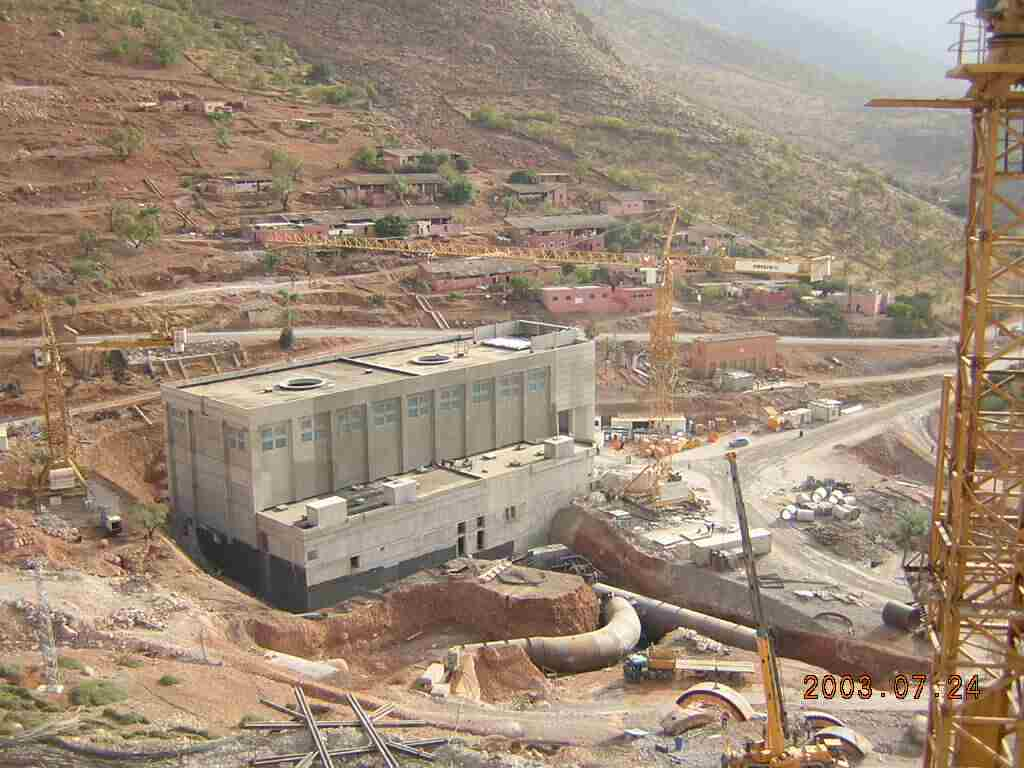
Ensemble UR1